# کنزکاف
کنزکاف (به لاتین: Kenscoff) یک منطقهٔ مسکونی در هائیتی است که در Port-au-Prince Arrondissement واقع شده‌است. کنزکاف ۲۰۲٫۷۶ کیلومتر مربع مساحت و ۵۲٬۲۳۲ نفر جمعیت دارد و ۱٬۵۰۴ متر بالاتر از سطح دریا واقع شده‌است.